# Violaine Sebillotte Cuchet
Pour les articles homonymes, voir Cuchet.
Violaine Sebillotte Cuchet, née en 1965, est une historienne du monde grec antique, des périodes archaïque et classique. Elle s'intéresse à la question du genre et propose outils et méthodes d'analyse pour rééquilibrer l'histoire en documentant la place des femmes dans les sociétés.

## Biographie
Violaine Sebillotte Cuchet étudie à l'École normale supérieure de Fontenay-Saint-Cloud. Elle est agrégée d'histoire. En 1996, elle soutient la thèse Des communautés imaginées : l'idée de patrie en Grèce classique, dirigée par Christian Le Roy.
En 2006, elle est maîtresse de conférence à l'Université Panthéon-Sorbonne. Elle est professeure des Universités et directrice de recherches à Paris 1.
Elle s'intéresse à la question du genre en analysant les discours et pratiques de l'époque antique. Elle propose méthodes de travail et outils d'analyse des textes, des images, des inscriptions sur les objets et les stèles, l'archéologie.
En 2022, elle publie Artémise : une femme capitaine de vaisseaux dans l'Antiquité grecque. Artemise, reine d’Halicarnasse est grecque, alliée des Perses, opposée aux Athéniens. À la tête de navires, elle participe à la bataille de Salamine. Lorsque Hérodote parle d'Artemise, il ne fait pas de distinctions avec un chef de guerre masculin. Les sources écrites sur Artemise se limitent à quelques lignes d'Hérodote. Violaine Sebillote Cuchet questionne d'autres sources que celles produites par les dominants et s'interrogent sur la représentation des genres dans l'Antiquité. Elle remet en cause nos représentations des sexes et des genres dans le monde contemporain, projetées sur le passé. Cette analyse permet une histoire mixte de l'Antiquité.
En 2020, Sandra Boehringer, Adeline Grand-Clément, Sandra Péré Noguès et Violaine Sebillotte Cuchet lancent le projet de constitution de la base de données Eurykleia. Il s'agit de recenser les mentions de femmes désignées par leur nom, sur la période antique.

## Publications
- Libérez la patrie ! : patriotisme et politique en Grèce ancienne, Paris, Belin, 2006, 365 p. (ISBN 2-7011-4361-6).
- 100 fiches d'histoire grecque : VIIIe-VIe [i.e. IVe] siècles av. J.-C., Rosny-sous-Bois, Bréal, 2007, 318 p. (ISBN 978-2-7495-0634-0).
- Problèmes du genre en Grèce ancienne, Paris, Publications de la Sorbonne, 2007, 347 p..
- avec Sandra Boehringer, Hommes et femmes dans l'Antiquité grecque et romaine : le genre, méthode et documents, Paris, Colin, 2011, 192 p. (ISBN 978-2-200-25913-6)
- Artémise : une femme capitaine de vaisseaux dans l'Antiquité grecque, Paris, Fayard, 2022, 443 p. (ISBN 978-2-213-71800-2).
- Violaine Sebillotte-Cuchet (dir.), Anca Dan, Jean-Paul Demoule, Antoine Pietrobelli et Lucia Rossi, Histoire de l'Europe : Origines et héritages, vol. I : De la Préhistoire au Ve siècle, Paris, Passés composés, 2024 (ISBN 978-2-37933-660-7).